# Atlantocis lauri
Atlantocis lauri es una especie de coleóptero de la familia Ciidae.

## Distribución geográfica
Habita en las islas Madeira (Portugal).